# Thaumatosmylus diaphanus
Thaumatosmylus diaphanus is een insect uit de familie watergaasvliegen (Osmylidae), die tot de orde netvleugeligen (Neuroptera) behoort. 
Thaumatosmylus diaphanus is voor het eerst wetenschappelijk beschreven door Gerstäcker in 1894. De soort komt voor in Java.